# Manowar Musso

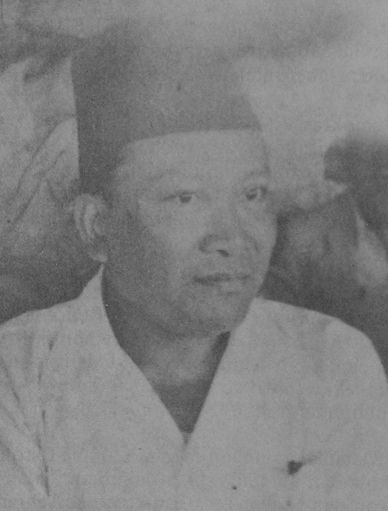
Manowar Musso

Manowar Musso (auch: Manovar Muso; * 12. August 1898 in Kediri; † 31. Oktober 1948 in Madiun) war ein indonesischer kommunistischer Politiker.

## Leben
Musso entstammte einer Bauernfamilie. Er trat 1919 der Sarekat Islam bei. Im Zusammenhang mit einem Bauernaufstand auf Java 1920 wurde er verhaftet und zu drei Jahren Zwangsarbeit verurteilt. 1923 trat Musso der Kommunistischen Partei Indonesiens (Partai Komunis Indonesia, PKI). Von 1923 bis 1925 war er Mitglied des ZK der PKI und leitete die Gewerkschaft der Postarbeiter.
Von 1925 bis 1935 befand sich Musso in der Emigration, unter anderem in der Sowjetunion, den Niederlanden, Belgien und Frankreich. Ab 1928 war er sowohl Mitglied des Exekutivkomitees der Komintern als auch der Profintern. Im April 1935 kehrte Musso illegal nach Indonesien zurück und versuchte die Partei wieder aufzubauen, musste aber 1936 erneut in die Sowjetunion  flüchten. 1938/39 lebte er im Exil in Belgien, von 1939 bis 1941 wurde er in einem Internierungslager in Frankreich festgehalten.
1948 kehrte er nach Indonesien zurück. Im September 1948 wurde er zum Generalsekretär des ZK der PKI gewählt. Während der Madiun-Ereignisse 1948 wurde Musso von Militärs getötet.

## Werke
- Индонезия – Колония голландского империализма (Indonesien – Kolonie des holländischen Imperialismus). Moskau 1931.